# Sande (Møre og Romsdal)
 For alternative betydninger, se Sande. (Se også artikler, som begynder med Sande)
Sande er en kommune på Sunnmøre i Møre og Romsdal fylke i Norge. Den grænser i nord og øst til Herøy, i syd (over fjorden) til Vanylven og over Vanylvsgapet i sydvest til Selje.

## Tusenårssted
Kommunens tusenårssted er friluftsområdet «Kongsvolden» på Sandsøya. Kongsvolden ligger nært vandet og er arena for «Spillet om Kong Arthur», som var kommunens tusenårsprojekt.
«Spelet om Kong Arthur» er et humoristisk sagnspil som er bygget over sagnet om Kong Arthur som kom til øen «Doll» (Dolsøy) som var et tidligere navn på
Sandsøya. Sagaspillet er blevet en væsentlig kulturfaktor i og for Sande kommune, og har siden været fremført hver sommer med stor publikumstilslutning.